# Palemon (książę)

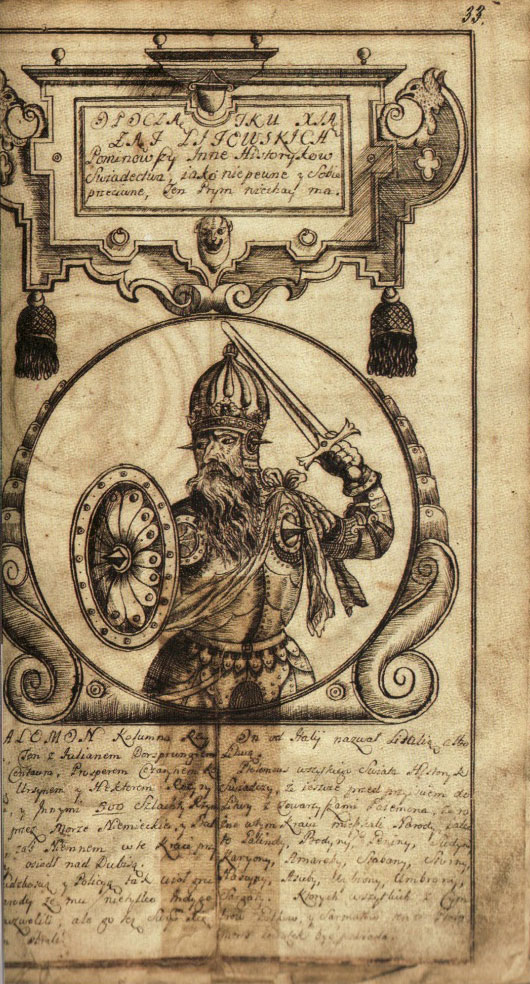
Wyobrażenie Palemona z XVIII wieku

Palemon (lit. Palemonas) – legendarny litewski książę, protoplasta rodu Palemonowiczów.
Według legendy miał przybyć na Litwę z Rzymu; początkowo za okres jego przybycia uznawano pierwszy wiek przed naszą erą, zaś późniejsi kronikarze przesuwali czas jego wędrówki aż do X wieku. Do XIX wieku przez większość historyków był uznawany za postać historyczną, od tego czasu jego historyczność jest kwestionowana przez większość ekspertów z tej dziedziny.

## Geneza mitu
Pierwsze pisemne wzmianki o Palemonie pochodzą z XVI wieku – czasu intensywnej integracji Litwy z Polską, uwieńczonej unią lubelską oraz intensyfikacji na ziemiach polskich wpływów renesansu, nawiązującego do antyku (w tym wzorców rzymskich). Mit palemoński miał pozwolić Litwinom oddzielić się od wpływów polskich i ruskich oraz dać możliwość włączenia ich kultury w krąg cywilizacji zachodniej. Pozwalał na nobilitację litewskiej szlachty oraz obronę interesów Litwy wobec Polski i państwa moskiewskiego. Teoria o rzymskim pochodzeniu Litwinów według historyków mogła sięgać przełomu XIV i XV wieku, po raz pierwszy została wspomniana u Jana Długosza, zaś jej gwałtowny rozwój nastąpił w XV i XVI wieku.
Zdaniem Aleksandra Brücknera autorami legendy byli Litwini kształcący się na Akademii Krakowskiej w XV wieku, zaś według Marii Zachary-Wawrzyńczyk sfabrykowali ją i rozpowszechnili Krzyżacy.
Litewski mit o rzymskim pochodzeniu nawiązywał do tezy o pochodzeniu polskiej szlachty od Sarmatów. Pierwowzorem postaci Palemona miał być król Pontu Polemon I Pytodoros. Zdaniem Augustyna Mieleskiego Rotundusa pierwotnie Palemon tak naprawdę nazywał się Publiusz Libon, a forma Palemon jest jedynie zniekształceniem tego imienia.

## Dzieje Palemona i ich interpretacje
Jako pierwszy spośród kronikarzy powiązania pomiędzy Litwą a Rzymem opisał ksiądz krzyżacki Piotr z Dusburga. W swojej kronice wywodził on nazwę Romowy od Rzymu i przyrównywał rezydującego tam kriwego do papieża. Z kolei w Annales Jan Długosz twierdził, że Litwini, Żmudzini i Jaćwingowie wywodzili się od rzymskich imigrantów z czasu wojen pomiędzy Cezarem a Pompejuszem. Legenda ta prawdopodobnie nie została wymyślona przez polskiego kronikarza, a jej początki mogą sięgać pierwszej połowy XIV wieku. Przeciwko wymyśleniu opowieści przez niego świadczą: negatywny stosunek do Litwinów, który przejawiał w swojej kronice oraz pojawienie się legendy w latopisach litewskich, w niedługim odstępie czasowym od wydania dzieła Długosza.
Według Długosza o rzymskim pochodzeniu Litwinów miały świadczyć: nazwa Litwa wywodząca się od Italii (Litalia), struktura i leksyka języka litewskiego zbliżona do łaciny z domieszką języków słowiańskich, obrzędy i wierzenia podobne u Rzymian i Litwinów oraz analogie w instytucjach ustrojowych. Według kronikarza zwolennicy Pompejusza na czele z księciem Wiliusem opuścili Rzym, dotarli na ziemie litewskie i założyli Wilno. Przybysze z Rzymu mieli następnie uzależnić od siebie lokalnych mieszkańców i podbić ziemie litewskie. 
Według Latopisu Wielkiego Księstwa Litewskiego i Żmudzkiego jeden z krewnych cesarza Nerona, Palemon (przedstawiciel dynastii julijsko-klaudyjskiej), wraz z rodziną i 500 przedstawicielami szlachty rzymskiej, opuścił Rzym w obawie przed prześladowaniami władcy, zaś według późniejszej wersji kroniki w obliczu suszy i głodu. Według Latopisu Krasińskich na Litwę wraz z Palemonem uciekła nie tylko rzymska szlachta, ale również przedstawiciele prostego ludu. Latopisy litewskie różnią się od wersji Długosz pod tym względem, że kontynuują historię rzymskich emigrantów i twórców państwa litewskiego, a zarazem imiennie wprowadzają do legendy protoplastów kilku możnych litewskich rodów.
Późniejsze kroniki (m.in. Kronika Bychowca) przesuwały czas podróży Palemona na okres najazdu Hunów Attyli lub X wiek (tak przybycie Palemona przedstawił Wojciech Wijuk Kojałowicz). Według Macieja Stryjkowskiego książę rzymski Palemon (Publiusz Libon) opuścił miasto wraz z rodziną i 500 towarzyszami. Przybysze objęli władzę, zasymilowali się z lokalnymi mieszkańcami i z czasem stworzyli jeden naród. Niektóre kroniki wywodziły również Palemona z Wenecji. Mit cieszył się popularnością – przedostał się do herbarzy czy encyklopedii. Krytycznie do opowieści odnosili się XVI-wieczni dziejopisarze Marcin Kromer i Marcin Bielski.
Historycy XIX wieku w większości wyrażali przekonanie o historycznej wiarygodności teorii o rzymskim pochodzeniu Litwinów lub przynajmniej samych władców, co popierał Dionizy Paszkiewicz. Krytykę historyczności opowieści o Palemonie w swoich pracach przedstawiali Adam Naruszewicz, August Ludwig von Schlözer i Joachim Lelewel. Większość późniejszych historyków odrzucała historyczność Palemona. Współcześnie znaczna większość badaczy kwestionuje autentyczność legendy o Palemonie. Część nie odrzuca jej w pełni, zwracając uwagę na jej symbolizm lub teorie o nielitewskim pochodzeniu władców Litwy – ich zdaniem władcy ci nie wywodzili się jednak od Rzymian, lecz od barbarzyńców.
Zdaniem Teodora Narbutta, Franciszka Ksawerego Bohusza i Piotra Kraszewskiego Palemon i jego towarzyszem są tak naprawdę Herulami; Narbutt uznał Palemona za postać historyczną. Jeszcze w XV wieku Filip Kallimach twierdził, iż Litwini pochodzą od Celtów.
Według przytaczanych przez Mieczysława Dowojnę-Sylwestrowicza legend funkcjonujących wśród chłopstwa na Żmudzi w XIX wieku, Palemon miał być towarzyszem Dausprungisa, syna Godwina, ojca króla Anglii. W rzeczywistości Godwin był jednym z przodków Władysława Jagiełły, lecz nie ze strony jego ojca, lecz matki, Julianny Twerskiej.
Palemon przez wiele stuleci był uznawany za postać historyczną, a jego osoba i jej dziedzictwo stały się ważnym czynnikiem w budowaniu litewskiej tożsamości i pozycji Wielkiego Księstwa Litewskiego. Swoich przodków wśród potomków Palemona doszukiwały się litewskie, ruskie i polskie rody magnackie i szlacheckie.

## Potomkowie
Według legendy wraz z Palemonem Rzym opuścili przedstawiciele czterech rodów: Centaurów, Kolumnów, Róż i Ursynów. Od Palemona i tych czterech rodów swoje pochodzenie wywodziło wiele znacznych rodów litewskich.
Palemon jest uznawany za protoplastę rodu Palemonowiczów. Według legend miał on mieć trzech synów: Borkusa (założyciela Jurborku), Kunasa (założyciela Kowna) oraz Sperę. Spośród nich jedynie Kunas miał dzieci – Kiernusa (założyciela Kiernowa) i Gimbutasa. Męska linia potomków Palemona była kontynuowana przez Gimbutasa i kolejnych potomków tej odnogi Palemonowiczów, zaś jedyna córka Kierniusa Pojata swoim zamążpójściem wyniosła do władzy ród Centaurów (Dorsprungowiczów, nazwa wywodzi się od Juliana Dorsprunga) – legendarnych współtowarzyszy Palemona w trakcie migracji na Litwę.
Rzekomym rzymskim pochodzeniem szczyciła się znaczna część litewskiej nowożytnej szlachty - pochodzenie takie nobilitowało litewską szlachtę, bowiem jej zdaniem było znacznie starsze i bardziej szacowane niż sarmackie pochodzenie polskiej szlachty.

## Upamiętnienie
- W Konradzie Wallenrodzie Adama Mickiewicza Litwa jest nazywana ziemiami Palemona[15]
- Maironis w swoim poemacie Mūsų vargai (Nasze niedole) nazywa Kowno najstarszym grodem Palemona[16].
- Konstanty Szyrwid w swoim napisanym w języku litewskim w XVII wieku dziele nazwał Pogoń koniem Palemona[17].
- Władysław Syrokomla w swoim utworze Marcin Studzieński. Kartka z kroniki Wilna nazywa Ostrą Bramę twierdzą, która Palemona kraje od głodu, moru i wojny strzeże[18].
- Od Palemona pochodzi nazwa Góry Palemona – grodziska w okolicy Średnik[19]
- Od Palemona pochodzi nazwa dzielnicy Kowna Palemonas(inne języki) i znajdującej się w niej stacji kolejowej (bezpośrednio od spółki „Palemono keramika”, która zaczerpnęła swoją nazwę od Palemona)[20]
- W Jurborku znajduje się rzeźba przedstawiająca tron Palemona[21]